# 5443 Encrenaz
5443 Encrenaz è un asteroide della fascia principale del diametro medio di circa 12,36 km. Scoperto nel 1991, presenta un'orbita caratterizzata da un semiasse maggiore pari a 2,4707255 UA e da un'eccentricità di 0,1104690, inclinata di 10,73626° rispetto all'eclittica.